# Платинамарганец
Платинамарганец — бинарное неорганическое соединение, интерметаллид
платины и марганца
с формулой MnPt,
кристаллы.

## Получение
- Сплавление стехиометрических количеств чистых веществ:

{\displaystyle {\mathsf {Pt+Mn\ {\xrightarrow {1480^{o}C}}\ MnPt}}}

## Физические свойства
Платинамарганец образует кристаллы
тетрагональной сингонии,
пространственная группа P 4/mmm,
параметры ячейки a = 0,2827 нм, c = 0,3669 нм, Z = 1,
структура типа медьзолота AuCu
.
При температуре ≈940 °С в кристаллах происходит фазовый переход в структуру кубической сингонии.
Соединение конгруэнтно плавится при температуре ≈1480°С и имеет широкую область гомогенности 30÷60 ат. % платины.